# Apuí
Apuí es un municipio brasileño en el interior del estado de Amazonas. Perteneciente a la mesorregión del Sur Amazonense y microrregión de Madeira, se localiza al sur de Manaus, capital del estado, distando de esta cerca de 408 kilómetros. Ocupa un área de 54 239,904 km². De acuerdo con estimaciones del Instituto Brasileño de Geografía y Estadística (IBGE), su población era de 29326 habitantes en 2010, siendo así el trigésimo octavo municipio más poblado del estado de Amazonas y el menos poblado de su microrregión.